# فرودگاه کوشیناگار
فرودگاه کوشیناگار (به انگلیسی: Kushinagar Airport) (به زبان بومی: कुशीनगर हवाईअड्डा) یک فرودگاه همگانی است که یک باند فرود آسفالت دارد. این فرودگاه در کشور هند قرار دارد.